# Vislitsa
Vislitsa (vitryska: Вісліца) är ett vattendrag i Belarus.   Det ligger i voblasten Brests voblast, i den centrala delen av landet, 200 km söder om huvudstaden Minsk.